# Canton de La Rochefoucauld
Pour les articles homonymes, voir La Rochefoucauld.
Le canton de La Rochefoucauld est une ancienne division administrative française, située dans le département de la Charente et la région Nouvelle-Aquitaine.
C'était par sa superficie le troisième canton de la Charente mais, par sa population, il occupait le cinquième rang départemental.
Avec le redécoupage cantonal de 2014, la commune de La Rochefoucauld est devenue le bureau centralisateur du nouveau canton du Val de Tardoire.

## Représentation

### Conseillers généraux de 1833 à 2015
| Période | Période                   | Identité                                        | Étiquette         | Qualité |
| ------- | ------------------------- | ----------------------------------------------- | ----------------- | --- |
| 1833    | 1835 (démission)          | Philippe II du Lau de l'Âge-Baton (1774-1839)   |                   | Ancien Sous-Lieutenant au Régiment de Saintonge en 1789 émigré, Armée de Condé en 1792 Propriétaire à Saint-Projet |
| 1835    | 1845                      | Jean-François Faure de Saint-Romain (1790-1882) |                   | Officier de cavalerie en retraite Adjoint au Maire de Saint-Constant puis Maire de La Rochefoucauld |
| 1845    | 1871                      | Jean Bouhier                                    |                   | Juge de Paix, propriétaire à La Rochefoucauld |
| 1871    | 1874                      | François Ernest Bourand                         |                   | Docteur en médecine Maire de La Rochefoucauld, conseiller d'arrondissement |
| 1874    | 1882 (décès)              | Edmond Monteilh                                 | Bonapartiste      | Avocat Maire de Chazelles |
| 1882    | 1890 (démission d'office) | Louis Cyprien Nadaud                            | Républicain       | Propriétaire à Chazelles |
| 1891    | 1899                      | Jean Jarton                                     | Républicain       | Entrepreneur en construction Maire de La Rochefoucauld |
| 1899    | 1904                      | Armand Rambaud (1855-1935)                      | Républicain       | Conseiller à la Cour de Cassation Ancien Chef de cabinet du Garde des Sceaux originaire de Saint-Projet-Saint-Constant                                                                                                  |
| 1904    | 1908 (décès)              | Jean Jarton                                     | Rad.              | Entrepreneur en construction |
| 1908    | 1940                      | Léon Jarton (fils du précédent)                 | Rad.              | Maire de La Rochefoucauld |
|         |                           |                                                 |                   | |
| 1943    | 1945                      | Pierre Mesnier                                  | Rad.              | Vétérinaire Conseiller d'arrondissement, maire de Marillac-le-Franc Nommé conseiller départemental en 1943 |
|         |                           |                                                 |                   | |
| 1945    | 1970                      | André Besson                                    | Soc.ind. puis RGR | Minotier Maire de La Rochefoucauld (1953-1972) |
| 1970    | 1982                      | André Rambaud                                   | DVG puis MRG      | Maire de Marillac-le-Franc (1965-1977) |
| 1982    | 2001                      | Daniel Gascon                                   | PS                | Instituteur Maire de Rivières (1995-2001) Président de la Communauté de Communes Bandiat-Tardoire (1995-2000) |
| 2001    | 2015                      | Guy Branchut                                    | PS                | Retraité de la Direction des Constructions Navales Maire de Brie (1989-2014) Président de la Communauté de Communes de Braconne et Charente Suppléant du député Jean-Claude Beauchaud Vice-Président du Conseil Général |

### Conseillers d'arrondissement (de 1833 à 1940)
| Période                                  | Période          | Identité                         | Étiquette        | Qualité |
| ---------------------------------------- | ---------------- | -------------------------------- | ---------------- | --- |
| 1833                                     | 1852             | Jean Fouchier (1780-1860)        |                  | Propriétaire, maire de La Rochefoucauld                                                                     |
| 1852                                     | 1860             | Pierre Abel Sibilet              |                  | Chef de bataillon en retraite à La Rochefoucauld                                                            |
| 1861                                     | 1871             | François Ernest Bourand          |                  | Docteur en médecine à La Rochefoucauld                                                                      |
| 1871                                     | 1874             | Jean Grassin                     |                  | Notaire à La Rochefoucauld                                                                                  |
| 1874                                     | 1880             | François de Barbarin (1848-1903) | Droite           | Propriétaire, Adjoint au maire, puis maire de Rancogne                                                      |
| 1880                                     | 1886             | Paul Cambois (1820-1898)         | Républicain      | Notaire, maire de La Rochefoucauld                                                                          |
| 1886                                     | 1891 (démission) | Jean Jarton                      | Républicain      | Entrepreneur en construction, maire de La Rochefoucauld                                                     |
| 1891                                     | 1919             | Victor Rouyé                     | Républicain      | Maire de La Rochefoucauld                                                                                   |
| 1919                                     | 1925             | Jules Lhomme (1857-?)            | Républicain      | Médecin à La Rochefoucauld                                                                                  |
| 1925                                     | 1931             | Albert Papillaud                 | Bloc des gauches | Notaire à Chazelles                                                                                         |
| 1931                                     | 1937             | Gaston Chambord                  | Radical puis USR | Maire d'Yvrac-et-Malleyrand                                                                                 |
| 1937                                     | 1940             | Pierre Mesnier                   | Radical          | Vétérinaire, maire de Marillac-le-Franc                                                                     |
| 1940                                     |                  |                                  |                  | Les conseils d'arrondissement ont été suspendus par la loi du 12 octobre 1940 et n'ont jamais été réactivés |
| Les données manquantes sont à compléter. |                  |                                  |                  | |

Sources : Journal "La Charente" https://gallica.bnf.fr/ark:/12148/cb32740226x/date&rk=21459;2.

## Composition
- Agris
- Brie
- Bunzac
- Chazelles
- Coulgens
- Jauldes
- Marillac-le-Franc
- Pranzac
- Rancogne
- Rivières
- La Rochefoucauld
- La Rochette
- Saint-Projet-Saint-Constant
- Taponnat-Fleurignac
- Vilhonneur
- Yvrac-et-Malleyrand

## Démographie
| 1962   | 1968   | 1975   | 1982   | 1990   | 1999   | 2006   | 2011   | 2012   |
| ------ | ------ | ------ | ------ | ------ | ------ | ------ | ------ | ------ |
| 13 204 | 13 130 | 13 698 | 14 761 | 16 277 | 16 379 | 18 296 | 19 138 | 19 274 |